# Планировка Ташкента периода Российской империи
Во второй половине XIX века исторически сложилось деление Ташкента на старогородскую и новогородскую части. Согласно статистическим данным за 1908 год в старом городе насчитывалось 141047 человек, а в новой русской части — 50431 житель.

## Старогородская часть Ташкента
До включения Ташкента в состав Российской империи в 1865 году город представлял собой типичный крупный торговый центр Туркестана, застроенный в основном одно и двухэтажными глинобитными домами, с запутанной сетью улиц и уличной ирригационной сетью, образованной небольшими каналами — арыками, воду которых местное население использовало для бытовых нужд, в том числе и для питья.
Город делился на четыре района — даха, у каждого из которых был свой глава — хаким. Историческим и архитектурно-планировочным центром старого города являлось городское ядро, группированное вокруг центрального базара и располагавшееся в треугольнике, образованном старинными городскими площадями: Ходра, Иски-Джува и Чорсу.

Ташкент. Вид Старого города. Махала-Масляк, близ Куколь-Таша.

Высоких зданий, интересных в архитектурном смысле было мало, так как Ташкент в отличие от, например, Самарканда, Бухары и некоторых других городов Средней Азии не являлся столицей крупных государственных образований.

## Новогородская часть Ташкента
После 1865 года русской администрацией города было начато строительство нового европейского города по другую сторону канала Анхор от старого, существовавшего прежде города.

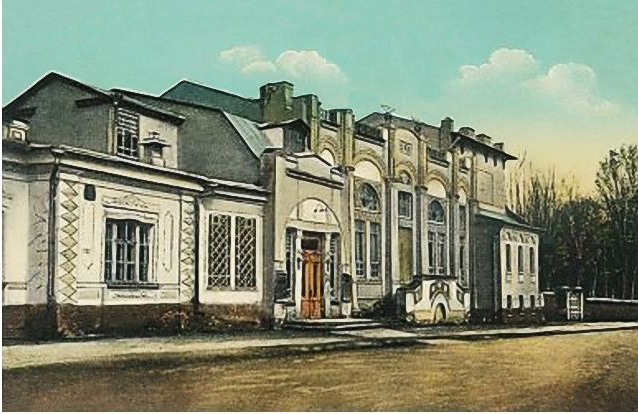
Ташкент, около 1910 года. Вид нового европейского города. Первоначально дом купца Вадьяева, впоследствии здание общественного собрания. После 1917 года — Дом Свободы. Затем кинотеатр «Имени XXX летия комсомола». В настоящее время не сохранился.

Строительство нового города осуществлялось по общему генеральному плану, в котором предусматривалось центрально-радиальная планировка. Дома строились в основном одно или реже двухэтажными из сырцового кирпича (реже из обожженного кирпича местного производства) с высокими потолками (до 3,5 м) и толстыми (до полутора метров толщиной) стенами, что обеспечивало комфортные условия проживания даже днем в жаркое время года. Около каждого дома предусматривалось наличие достаточно обширного двора, для хозяйственных нужд и разного рода посадок. В городе имелась водопроводная (с 1874 года) и канализационные сети.

### Город после революции 1917 года
После смены политического режима в России и в том числе и в Туркестане в 1917 году некоторые объекты коммунального хозяйства пришли в негодность, что привело в дальнейшем к необходимости заново их развивать. Так новый ташкентский водопровод был запущен в эксплуатацию приблизительно в 1932 году. Также стало производиться уплотнение заселенности жилого фонда европейской части Ташкента. Это в свою очередь стало приводить к образованию сначала коммунальных квартир, а затем возникновению целого ряда пристроек вокруг первоначально построенных домов. Всё это стало в конечном счёте достаточно сильно влиять на внешний вид города. В тридцатые годы XX века во время кампании массового раскулачивания крестьянства, а также в начале 40-х годов в Ташкент прибыло значительное количество беженцев из центральных районов России, которые зачастую строили одноэтажные, глиняные дома — «мазанки» на имеющихся свободных участках на окраине города. Это способствовало образованию в некоторых районах города так называемых «шанхаев» — районов хаотической, бессистемной застройки. Например район, получивший название «Майдан», рядом с городским кладбищем на улице Боткина.

## Современное состояние
Во второй половине XX века, особенно после землетрясения 1966 года в Ташкенте стала производилась массовая застройка, которая сильно изменила внешний облик как русской европейской части города, так и его старогородской части.
В настоящее время, то есть, начиная с XXI века, отличия между европейской частью Ташкента и старым городом практически не существует, и город оставляет впечатление цельного архитектурно-планировочного объекта.